# Герб Вышнего Волочка
Герб муниципального образования «Город Вы́шний Волочёк» Тверской области Российской Федерации является символом общественно-исторического и административного статуса города Вышний Волочёк.
Герб утверждён Решением № 236 Вышневолоцкой городской Думы 16 ноября 1999 года.
Герб внесён в Государственный геральдический регистр Российской Федерации под регистрационным номером 590.

## Описание и обоснование символики
В серебре лазоревая (синяя, голубая) имеющая серебряную внутреннюю кайму волнистая оконечность, по которой плывёт влево золотая нагружённая лодка с навесом (барка); горностаевая глава щита обременена золотой императорской короной.
В основе герба — исторический герб города Вышнего Волочка Тверской губернии, утверждённый 2 апреля 1772 года: «серебряный щит с вершиною горностаевого меха, на которой изображена Императорская корона, означающая милость и покровительство Ея Величества. В конце щита на голубой волнистой террасе, изображающей воду, видна лодка нагружённая, показуюшая проход судов близ сего селения».

## История
Исторический герб Вышнего Волочка был Высочайше утверждён 2 апреля 1772 года императрицей Екатериной II вместе с другими гербами городов Новгородской губернии. (ПСЗРИ, 1772, Закон № 13780)..
Подлинное описание герба города Вышнего Волочка и описание его символики гласило:
Вышній Волочекъ есть такое селеніе, которое, чрезъ имѣющійся близъ его слюзы и чрезъ великой проходъ судовъ, пользу великую Россійской коммерціи приноситъ; сего ради гербъ его слѣдующими знаками все сіе изображаетъ.

 Серебряной щитъ съ вершиною Горностаеваго мѣха, на которой изображена Императорская золотая корона, означающая милость и покровительство Ея Императорскаго Величества, въ концѣ щита на голубомъ волнистомъ терассѣ, изображающемъ воду, видна лодка, нагруженная натуральнаго цвѣту, показующая проходъ судов близъ сего селенія.
Герб Вышнего Волочка был составлен герольдмейстером князем М. М. Щербатовым, а нарисовал его известный геральдический художник Бутковский Артемий Николаевич.
Герольдмейстерская контора возглавляемая М. М. Щербатовым для вновь учреждаемым городам составляла гербы по определённым правилам. В гербах надо было: «означить первое: милость Ея Императорского Величества к сим селениям; второе: чтобы обстоятельствы или промыслы оных изобразить».
В 1862 году, в период геральдической реформы Кёне, был разработан проект нового герба уездного города Вышнего Волочка Тверской губернии (официально не утверждён):
В серебряном щите на лазоревой волнообразной оконечности червлёная лодка. В горностаевой главе щита золотая императорская корона. В вольной части герб Тверской губернии. Щит увенчан серебряной стенчатой короной и окружён золотыми колосьями, соединёнными Александровской лентой.
В советский период исторический герб Вышнего Волочка (1772 года) не использовался.
14 августа 1970 года своим решением № 361 исполнительный комитет городского совета депутатов трудящихся Вышнего Волочка утвердил новый вариант герба. Герб имел следующее вид: В нижней синей части щита нагруженная лодка; вверху на красном поле три золотые шпули. На плашке надпись «Вышний Волочек».
Автор данного герба был Николай Тимофеевич Смирнов.
16 ноября 1999 года решением Вышневолоцкой городской Думы исторический герб города (1772 года) был восстановлен в качестве официального городского символа.
5 апреля 2002 года был утверждён герб Вышневолоцкого района. Императорская корона на горностаевом покрывале из исторического герба Вышнего Волочка (1772 года) вошли в герб района.